# Arganaz
Arganaz e leirão são termos usados para designar as espécies de roedores da família dos glirídeos e também as espécies do gênero Microtus da família dos cricetídeos, mas trata especificamente das espécies Glis glis (arganaz cinzento), Muscardinus avellanarius (arganaz castanho) e Dryomys nitedula (arganaz balcânico), que são roedores arborícolas aparentados com os esquilos e habitam a Europa, Ásia e África. 
São noturnos e costumam alimentar-se de frutas, sementes, flores, nozes e insetos. Durante o inverno, como é natural aos roedores, hibernam. Os arganazes fornecem uma pele veludosa, usada para enfeites de vestidos. No Brasil, há uma espécie similar, o tuco-tuco, rato silvestre pertencente ao gênero Ctenomys.
As fêmeas de arganazes sob a ação da oxitocina criam um elo forte com o macho que estiver mais próximo delas, por isso são considerados um dos mamíferos mais fiéis ao seu único companheiro. O arganaz de pinho da Baviera (Microtus bavaricus), considerado uma das espécies consideradas extintas, do qual não havia notícia desde 1962, e que pode ter sido visto recentemente na fronteira da Alemanha com a Áustria.
Os arganazes são citados no livro de Provérbios, capítulo 30:26, onde o escritor os considera como uma das quatro coisas muito pequenas na terra que são mais sábias do que os sábios, pois eles constroem as suas casas nas rochas. O arganaz também é citado no livro de Levítico. O povo de Israel havia acabado de sair do cativeiro do Egito e Deus dava instruções a Moisés sobre diversos assuntos, a alimentação era um deles. Assim, ele disse para Moisés sobre os tipos de animais que os israelitas poderiam ou não comer. 

## Galeria

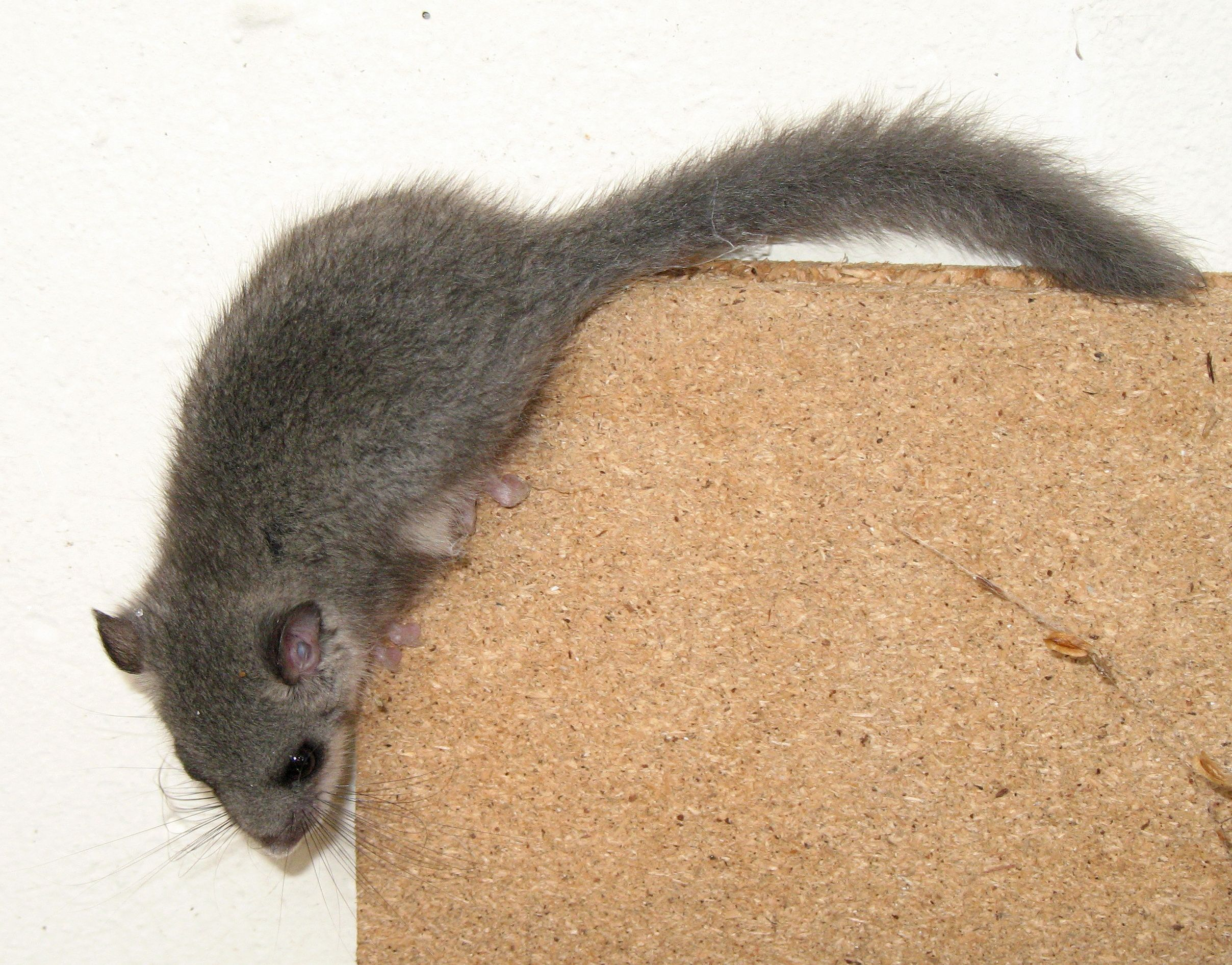
Glis glis
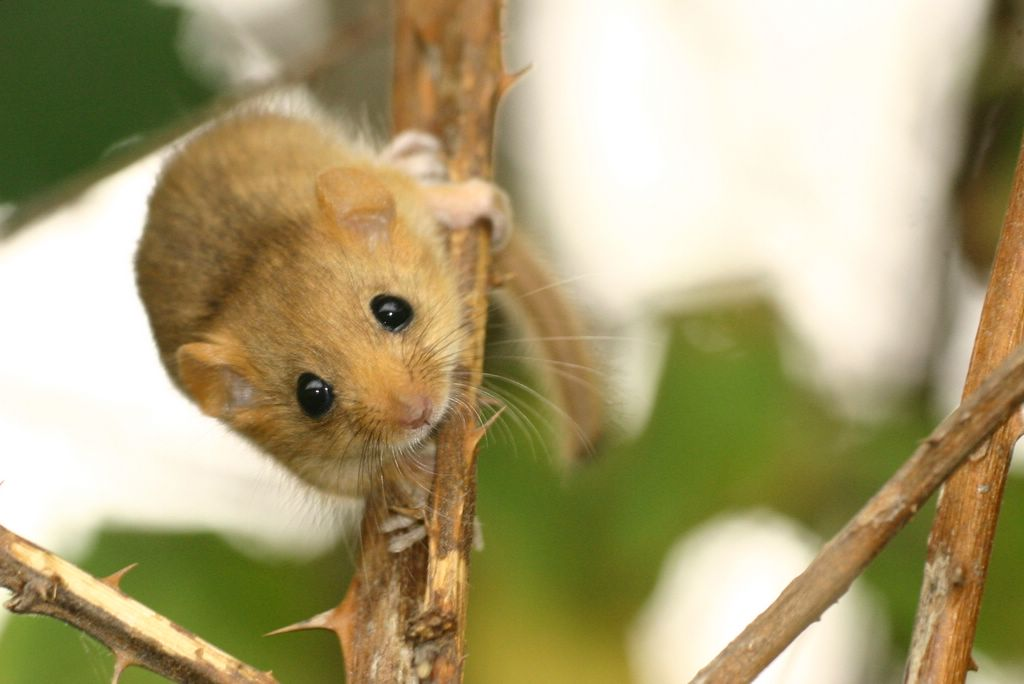
Muscardinus avellanarius
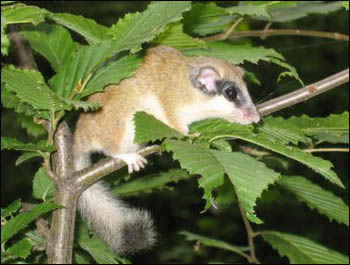
Dryomys nitedula